# Kostenica (Czarnogóra)
Kostenica (cyr. Костеница) – wieś w Czarnogórze, w gminie Bijelo Polje. W 2011 roku liczyła 114 mieszkańców.